# MOTOKO
MOTOKO（もとこ、1966年 - ）は、 日本の写真家である。
大阪府高槻市に生まれ。嵯峨美術短期大学からの編入を経て、大阪芸術大学芸術学部美術学科を卒業。音楽、広告、ファッション、グラビア、あらゆるジャンル・スタイルを問わず幅広い領域で活躍。近年は作品集を積極的に発表し、更なる新天地を開拓中。東京都在住。
従兄にタレントの出川哲朗が居る。

## 主な担当アーティスト
- くるり
- UA
- 福山雅治

など